# کانوسا سانیتا
کانوسا سانیتا (به ایتالیایی: Canosa Sannita) یک کومونه در ایتالیا است که در استان کییتی واقع شده‌است.

## خصوصیات
کانوسا سانیتا ۱۴٫۱۰ کیلومترمربع مساحت و ۱٬۴۸۰ نفر جمعیت دارد و ۲۳۱ متر بالاتر از سطح دریا واقع شده‌است.